# Sergio Nicolai
Sergio Nicolai (Roma, 8 gennaio 1945) è un attore italiano di teatro, cinema, televisione e radio.

## Biografia
Inizia i suoi studi come attore frequentando lo Studio Fersen e l'Accademia Nazionale D'Arte Drammatica "Silvio D'Amico" e ha come insegnanti Sarah Ferrati e Orazio Costa.
Debutta in teatro nel "Romeo e Giulietta" di Shakespeare per la regia di Franco Zeffirelli al Maggio Musicale Fiorentino del 1965 e "La lupa di G.Verga con Anna Magnani sempre diretto da Zeffirelli. I due spettacoli vengono rappresentati nei maggiori Teatri Europei: Mosca, Leningrado, Varsavia, Vienna, Zurigo, Parigi, Londra, oltre a una lunga tournée nei teatri italiani.
Nel 1969 inizia un lungo sodalizio professionale con Luca Ronconi: "Orlando Furioso" di Ariosto-Sanguineti, "XX" di Rodolfo W. Wilkock, "Orestea" di Eschilo, e l'edizione Televisiva dell'Orlando Furioso. La sua attività Teatrale prosegue con "Edipo a Colono" di Sofocle regia Aldo Trionfo, "Cimbelino" di Shakespeare regia Giancarlo Nanni, "Orfeo" del Poliziano regia H. W. Henze, "Fuente Ovejuna" di Lope de Vega a regia di Marco Parodi.
Con le regie di Beppe Menegatti e protagonista Carla Fracci partecipa a spettacoli di grande successo tra poesia, musica e danza : "La scuola di ballo" di Carlo Goldoni rappresentato al Teatro Olimpico di Vicenza, "Adieu et aurevoir" produzione Teatro di San Carlo di Napoli e Teatro alla Scala, "Souvenir di Giulietta", "Chopin racconta Chopin", "Isadora Duncan".
Importante è la sua partecipazione a sceneggiati televisivi per la RAI : "La vita di Eleonora Duse" con Lilla Brignone, "Cosimo de Medici" regia di Roberto Rossellini, "Petrosino", "La caduta di casa Uscher", "La sconosciuta" regie di Daniele D'Anza, "Gesù di Nazareth" regia Franco Zeffirelli", "Il generale" regia di Luigi Magni, Tutti pazzi per amore e "Cefalonia" regia di Riccardo Milani, una commedia di Pirandello "La ragione degli altri" regia di Andrea Camilleri, per Mediaset Il ritorno di Sandokan di Enzo G. Castellari.
Tra gli sceneggiati per la televisione francese: "D'Artagnan amoureux" dove interpreta il giovane Cardinale Mazzarino per la regia di Yannik Andrei,

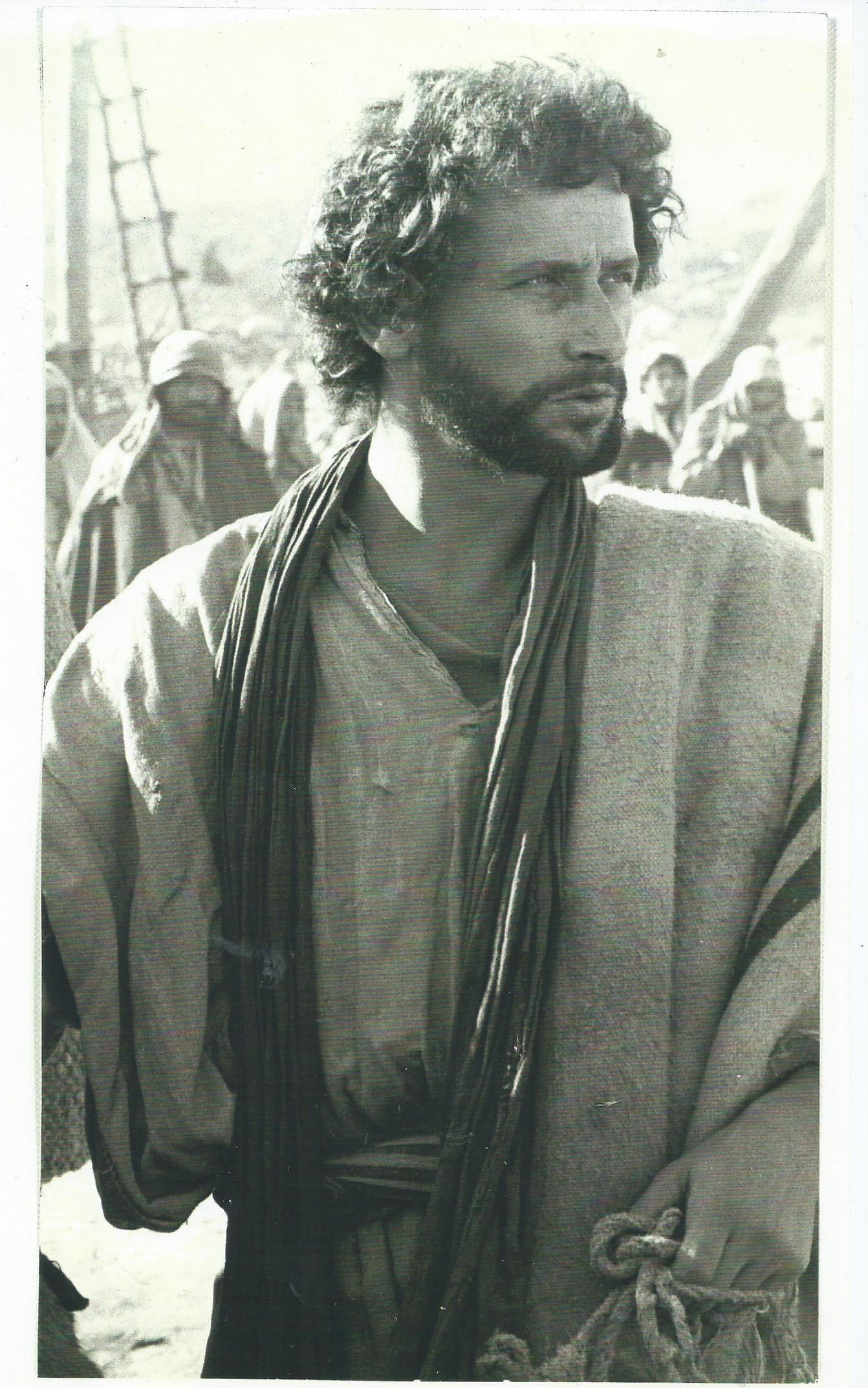
Sergio Nicolai nei panni dell'apostolo Giacomo per "Gesù di Nazareth" regia di Franco Zeffirelli

"Maux croises" regia di Claude Chabrol, "Manon Roland" regia di Edouard Molinaro, "Les cerfs volant" tratto dal romanzo di Romain Gary per la regia di Pierre Badel.
È stato impegnato anche nel cinema, da ricordare: "La contestazione generale " regia Luigi Zampa, "Anno Uno" regia Roberto Rossellini, "Assisi underground" regia A.Ramati,
"Tempest" regia Paul Mazursky, "Otello" di Verdi regia Franco Zeffirelli, "Secondo Ponzio Pilato" di Luigi Magni, "La cena" regia di Ettore Scola (per questa interpretazione è stato premiato con il Nastro d'Argento come attore non protagonista, insieme al cast maschile), "Two Pope" regia di Fernando Meirelles.
Ha partecipato inoltre per la RAI a diversi programmi e sceneggiati radiofonici.
Dal 1980 è stato sposato a Emi De Sica e dalla loro unione, nel 1981 è nata la figlia Giovanna.

## Filmografia
- La vera storia della rivoluzione francese (Liberté, égalité, choucroute), regia di Jean Yanne (1985)
- La cena, regia di Ettore Scola (1998)